# Juan Carlos Blanco Estradé
Juan Carlos Blanco Estradé   (Montevideo, 19 de juny de 1934 - Montevideo, 22 d'agost de 2021) fou un advocat i polític uruguaià pertanyent al Partit Colorado.

## Família
Va néixer a Montevideo el 19 de juny de 1934, fill de Daniel Blanco Acevedo i de María Estradé, provinent d'una família amb llarga trajectòria política; el seu pare, oncles (Juan Carlos, Eduardo i Pablo) i avi, van ocupar importants càrrecs en governs del Partit Colorado des de finals del segle xix.

## Carrera
Graduat en Dret, va ser funcionari de l'OEA a Montevideo entre 1962 i 1971. En aquest any va assumir com a vicecanceller de la República. Es va transformar en canceller del govern de Juan María Bordaberry des de novembre de 1972 i, a continuació, de la dictadura cívico-militar, des del 27 de juny de 1973 fins al desembre de 1976. Nomenat ambaixador davant l'ONU pel règim de facto el 1982, va romandre en el càrrec fins a l'adveniment de la democràcia el 1985.
Senador per la Unión Colorada y Batllista, sector del Partit Colorado liderat per Jorge Pacheco Areco, entre 1990 i 1995.
Va ser també membre del Tribunal Arbitral ad hoc del Mercosur, el qual va presidir.

## Processament
El 18 d'octubre de 2002 va ser sotmès a procés pel jutge Eduardo Cavalli per la desaparició de la mestra Elena Quinteros. Va ser enviat a presó en forma preventiva, però va obtenir la llibertat provisional el 9 de maig del 2003.
El 16 de novembre de 2006 el jutge Roberto Timbal el va sotmetre a procés i a presó preventiva al costat de l'exdictador Juan María Bordaberry Arocena pels assassinats dels legisladors Zelmar Michelini i Héctor Gutiérrez Ruiz i del matrimoni de refugiats polítics, exmilitants del Moviment d'Alliberament Nacional-Tupamaros, Rosario Barredo i William Whitelaw, assassinats el maig de 1976 a Buenos Aires.
L'1 de juny de 2007 un Tribunal d'Apel·lacions va confirmar el començament d'un procés en la seva contra per aquesta última causa.